# Clara Henry
Clara Susanna Henry, född 9 april 1994 i Partille församling, Göteborgs och Bohus län, är en svensk komiker, författare, skådespelare och programledare i radio och TV. Hon hade runt 395 000 prenumeranter på sin Youtube-kanal i maj 2020, och hon har även haft en egen pratshow på Kanal 5 Play. År 2015 debuterade hon som författare med boken Ja jag har mens, hurså?. Hon var en av programledarna för Melodifestivalen 2017. Den 8 maj 2018 startade Clara Henry podcasten Konsten att vara tillsammans med Gustaf Jernberg.

## Biografi
Clara Henry växte upp i Gökskulla, i Tahult nära Landvetter, och gick 2013 ut från Ingrid Segerstedts gymnasium med inriktningen journalistik. Hon har en yngre syster, Kimberly, och en yngre bror, Christoffer. Hennes far har vuxit upp i Storbritannien, men har bott i Sverige i många år. Henry är öppet pansexuell.

### Karriär
Under tonåren var Henry ungdomsreporter på Göteborgs-Posten. Sedan tolvårsåldern bloggar hon, från 2015 på Nöjesguiden och tidigare på Veckorevyn samt Devote. Från 2011-2017 videobloggade hon även regelbundet på Youtube och var i början av 2010-talet Nordens största videobloggare. Hennes kanal har nästan 400 000 prenumeranter.[när?]
Hösten 2013 hade hon en talkshow på Kanal 5 Play, där hon intervjuade gäster och hade humoristiska sketcher. Uppföljaren till programmet våren 2014 hette Häng med Clara Henry och istället för att sitta i en studio och prata så hänger hon med gästerna under en dag. Hon belönades 2013 med priset Årets Vloger (Årets videobloggare) vid Blog Awards 2013.
Under Melodifestivalen 2014 intervjuade Henry vinnaren/vinnarna och gäster på SVT Play före respektive efter varje tävling, och hon utsågs till en av programledarna för Melodifestivalen 2017. Den 15 april 2014 ledde hon Guldtuben-galan, en gala som ordnas av Youtube-nätverket Splay, där pris delas ut till Sveriges bästa Youtube-stjärnor. Där fick hon själv även pris för årets vlogg-kanal. Inför valet 2014 medverkade Clara Henry i SVT Humors program Valfeber tillsammans med William Spetz, I Just Want To Be Cool-gänget och Keyyo.
Den 30 juni 2015 var Henry sommarvärd i Sveriges Radios program Sommar i P1. I september 2015 utgavs Henrys bok Ja jag har mens, hurså? på Bokförlaget Forum. Den har senare även kommit ut i översättning till danska, tyska, nederländska och engelska. Efter boksläppet har hon turnerat med föreläsningen "Youtube på blodigt allvar". Föreläsningen har hållits i bland annat Borås och Uppsala. År 2015 var Clara resande reporter i Musikhjälpen, där hon reste till Filippinerna för att möta familjer som drabbats av tyfoner.
År 2015 sommarjobbade Clara Henry på Sveriges Radio med Hallå i P3 tillsammans med artisten Linnea Henriksson. Sommaren 2016 hördes hon varje vardag i sitt eget direktsända program Clara Henry i P3 som sändes i Sveriges Radio P3 under tio veckor.

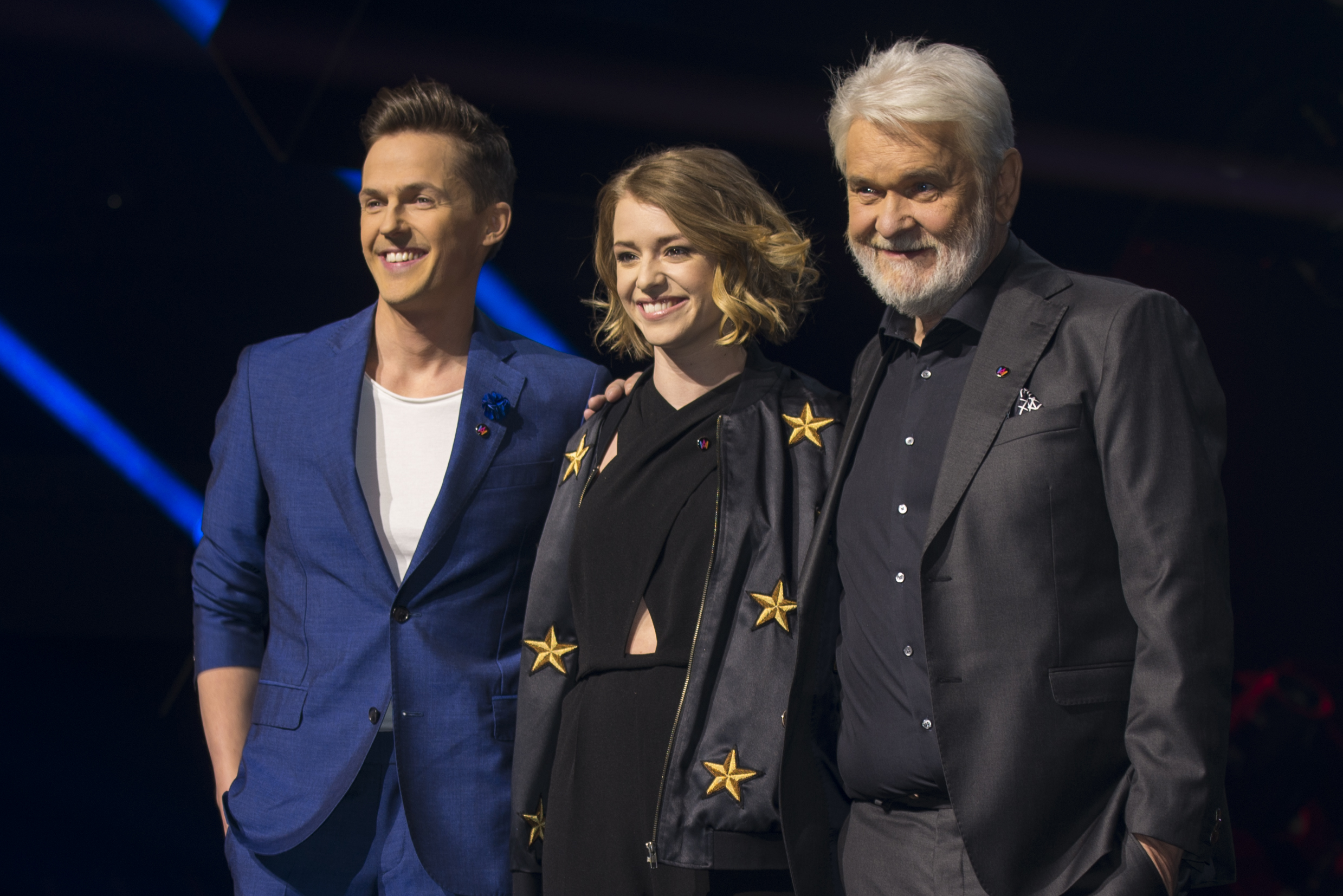
Programledarna för Melodifestivalen 2017.

Våren 2017 var Clara Henry programledare för Melodifestivalen tillsammans med David Lindgren och Hasse Andersson. Våren 2018 var hon programledare för Guldtubengalan.
Den åttonde maj 2018 släpptes det första avsnittet av Konsten att vara en podcast hon har tillsammans med kompisen Gustaf Jernberg.
Den 28 december 2018 släpptes den nya serien Sjukt oklar med åtta avsnitt som beställts av SVT. Clara spelar huvudrollen som Ellen, en tjej som alltid haft svårt att fullfölja saker och beslutar sig för att gå om gymnasiet.
Hon har även medverkat i tv-programmet Bäst i test två gånger. I säsong två som gäst i det andra avsnittet och i den tredje säsongen som medlem i den fasta panelen. Programmet sändes SVT1 våren 2018 (den andra säsongen) och våren 2019 (den tredje säsongen) som hon också vann. Hon var med i Solsidan på TV4 2019.
Hon anslöt till Robinson 2020 som deltagare mitt i säsongen där hon valdes till lag Syd innan hon tog sig till sammanslagningen och ända till topp 3-finalen där hon slutade på en delad andraplats, efter Michael Björklund. Hon ledde det nya programmet Vem kan vad under våren 2021.

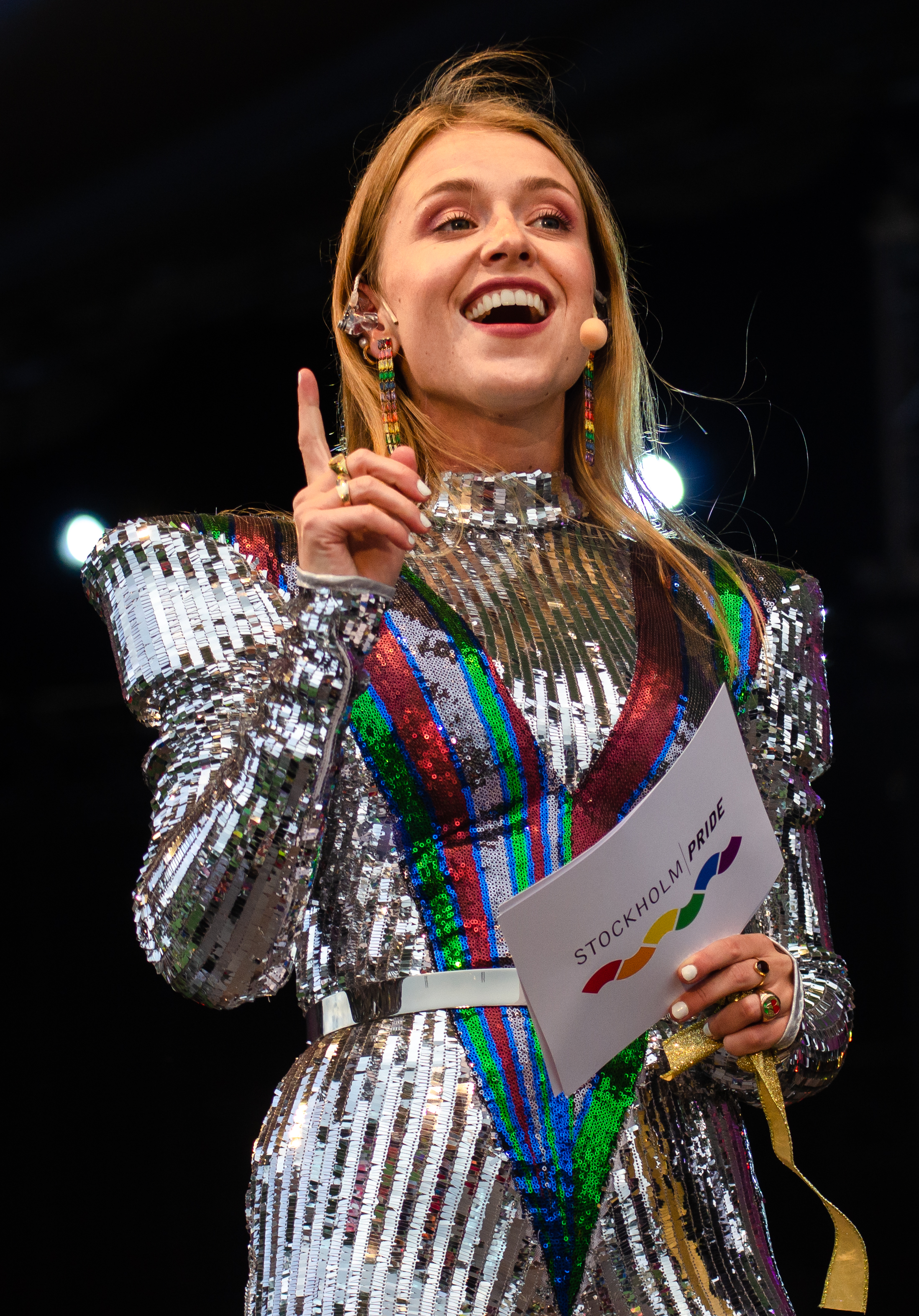
Clara Henry under invigningen av Stockholm Pride 2023.

2023 ledde hon invigningskvällen av Stockholm Pride 2023 tillsammans med Emil Almén.

## Media

### TV
- 2013 – Med Clara Henry
- 2014 – Häng med Clara Henry
- 2014 – Melodifestivalens uppsnack och eftersnack (TV-program)
- 2014 – Valfeber (TV-serie)
- 2015 – Intresseklubben
- 2017 – Melodifestivalen
- 2018 – Sjukt oklar
- 2019 – Bäst i test (TV-program)
- 2019 – Solsidan (TV-serie) (gästroll)
- 2020 – Robinson
- 2020 – Du Clarar mer än du tror
- 2020–2021 – Lasse-Majas detektivbyrå (TV-serie)
- 2021 – Vem kan vad
- 2022 – Masked Singer Sverige
- 2023 – LOL: Skrattar bäst som skrattar sist

### Radio
- 2015 − Hallå i P3
- 2015 − Sommar i P1
- 2016 − Clara Henry i P3
- 2019 – Konsten att vara
- 2022 – Sveriges sämsta folkbildare

### Teater
| År   | Roll       | Produktion                                                                        | Regi             | Teater                  |
| ---- | ---------- | --------------------------------------------------------------------------------- | ---------------- | ----------------------- |
| 2024 | Marika     | Tomten är far till alla barnen Monica Rolfner, Rikard Bergqvist och Mathias Venge | Rikard Bergqvist | Cirkus, Stockholm       |
| 2025 | Zoe Murphy | Dear Evan Hansen Steven Levenson, Benj Pasek och Justin Paul                      | Markus Virta     | Intiman                 |
| 2025 |            | Oss swingers emellan (Whose Wives Are They Anyway?) Michael Parker                | Klas Wiljergård  | Krusenstiernska teatern |

## Priser och utmärkelser
| År   | Pris                                  | Resultat |
| ---- | ------------------------------------- | -------- |
| 2013 | Veckorevyn blog awards: Årets vlogger | Vann     |
| 2014 | Guldtuben: Årets videobloggare        | Vann     |
| 2015 | Guldtuben: Årets videobloggare        | Vann     |
| 2016 | Guldtuben: Årets collab (med Keyyo)   | Vann     |